# Madonna dell'Impannata
La Madonna dell'Impannata è un dipinto a olio su tavola (158x125 cm) di Raffaello Sanzio con aiuti, databile al 1513-1514 circa e conservato nella Galleria Palatina di Firenze.

## Storia
Vasari riportò come l'opera fosse stata dipinta per Bindo Altoviti, sequestrata poi da Cosimo I de' Medici. Durante l'occupazione napoleonica fu portata a Parigi nel 1799 e restituita nel 1815.
Sebbene il complesso schema sia sicuramente frutto di un'idea di Raffaello, la stesura è quasi interamente attribuita agli allievi: forse il Sanzio dipinse solo la figura di Gesù e la testa di Elisabetta.
La tavola presente sull'altare della cappella dell'appartamento di papa Leone X in palazzo Vecchio è copia cinquecentesca della "Madonna dell'impannata". Citata dal Vasari nella prima edizione delle Vite (1550) quando ancora si trovava nella casa fiorentina del banchiere Bindo Altoviti, la "Madonna dell'impannata" è ricordata già nella seconda edizione delle Vite (1568) sull'altare della cappella del quartiere di papa Leone X in Palazzo Vecchio, come posta fra le due tavole vasariane con i santi Cosma e Damiano. Il 3 luglio 1588, quando le sale furono aperte per le nozze di Lucrezia de' Medici con Alfonso II d'Este, risulta anche dagli inventari ducali. Il quadro era passato nelle collezioni medicee in seguito all'esproprio del patrimonio degli Altoviti che avevano ricevuto in dono da Cosimo I al marchese di Marignano, artefice della vittoria medicea del 2 agosto 1554 a Scannagallo in Val di Chiana  durante la guerra di Siena (1554/55). La tavola nel 1589 è documentata nella Tribuna degli Uffizi. Sull'altare della cappella del quartiere di papa Leone X fu una copia di buona qualità il cui autore rimane anonimo, questa, fu commissionata durante il principato di Ferdinando I, contemporaneamente allo spostamento dell'originale a Pitti.

## Descrizione e stile

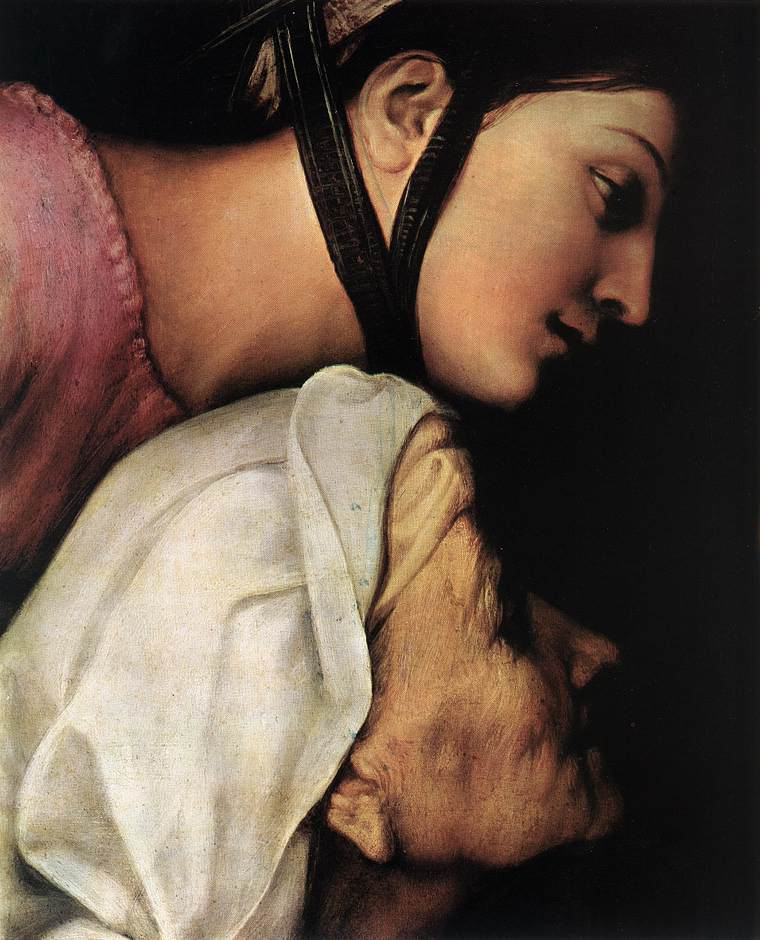
Dettaglio

L'opera prende il nome dalla particolare finestra "impannata" che si vede sullo sfondo. In una stanza appena rischiarata ha luogo una complessa sacra conversazione, con la Madonna col Bambino che porge il figlio a sant'Elisabetta inginocchiata, dietro la quale si trova, colta in un gesto affettuoso, santa Caterina d'Alessandria; a destra infine, seduto quasi sul bordo del dipinto, san Giovannino. Quest'ultimo richiama l'attenzione dello spettatore fissandolo e proiettandosi verso di esso con il piede sinistro, illusionisticamente sporgente, e indica verso Gesù, come al suo solito. Il centro della scena è poi occupato da una carambola di sguardi e gesti, che generano un moto circolare di raro equilibrio e intensa commozione partecipativa dei protagonisti.
Di vivo realismo è la grinzosa testa dell'anziana Elisabetta, girata a profil perdu. Radiografie hanno dimostrato che sotto Giovanni Battista si trova il disegno di un san Giuseppe e di un Battista in un'altra posa. La semplificazione della composizione venne decisa per chiudere il cerchio ideale composto dalle figure, attorno al fulcro del Bambino.